# Distrikt Soras
Der Distrikt Soras liegt in der Provinz Sucre in der Region Ayacucho in Südzentral-Peru. Der Distrikt wurde am 2. Januar 1857 gegründet. Er besitzt eine Fläche von 352 km². Beim Zensus 2017 wurden 1059 Einwohner gezählt. Im Jahr 1993 lag die Einwohnerzahl bei 1012, im Jahr 2007 bei 1236. Sitz der Distriktverwaltung ist die 3462 m hoch gelegene Ortschaft Soras mit 938 Einwohnern (Stand 2017). Soras liegt 27 km ostsüdöstlich der Provinzhauptstadt Querobamba.

## Geographische Lage
Der Distrikt Soras liegt im Andenhochland zentral in der Provinz Sucre. Der Río Chicha (auch Río Soras) fließt entlang der nordöstlichen Distriktgrenze nach Norden. Der Süden des Distrikts wird über die Flüsse Río Huancani und Río Larcay zum Río Chicha hin entwässert. Im äußersten Südwesten erhebt sich der 5112 m hohe Vulkan Nevado Ccarhuarazo (alternative Schreibweisen: Ccarhuaraso, Carhuarazo).
Der Distrikt Soras grenzt im Westen an den Distrikt Morcolla, im Norden an die Distrikte Querobamba, San Salvador de Quije und Santiago de Paucaray, im Nordosten an die Distrikte Pomacocha und Pampachiri (beide in der Provinz Andahuaylas), im Osten und im Südosten an den Distrikt San Pedro de Larcay sowie im Süden an den Distrikt Chipao (Provinz Lucanas).

## Ortschaften
Im Distrikt gibt es neben dem Hauptort folgende größere Ortschaften:
- Chaupihuasi